# Teatre de Pèrgam
El Teatre de Pèrgam és un antic teatre grec de Pèrgam, a Anatòlia, Turquia. Es troba en un vessant molt rost a l'oest de l'acròpoli de la ciutat, i forma part del Patrimoni de la Humanitat de la UNESCO de Pèrgam i el seu paisatge cultural d'estrats múltiples.

## Història
Es va construir en el període hel·lenístic, a començament del regnat de la dinastia Atàlida, cap al 225-200 abans de la nostra era. Va ser ampliat fins a la seua forma gairebé definitiva sota Èumenes II (197-159 ae). Les darreres modificacions se'n feren durant el període romà, al segle i.
A Pèrgam hi havia molts teatres: un en l'Asclepièon i un petit odèon en el gimnàs. Hi havia, a més a més, un amfiteatre romà i un teatre romà.
Les excavacions del teatre i rodalia van començar el 1878, i van prosseguir del 1900 al 1913 i del 1927 al 1936, i després a partir del 1954.

## Descripció

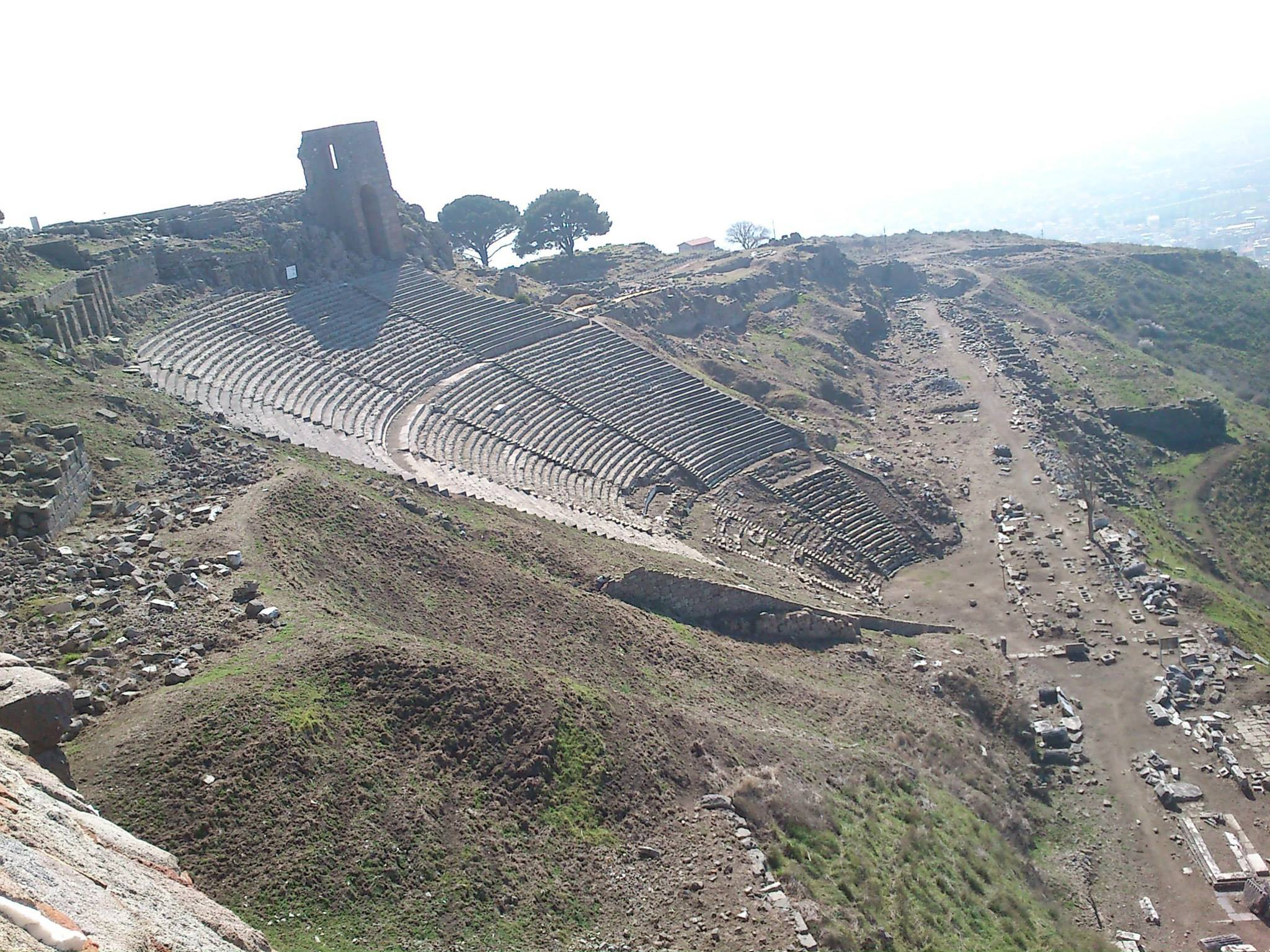
El 2015 després de les excavacions. La skené de marbre és del ae

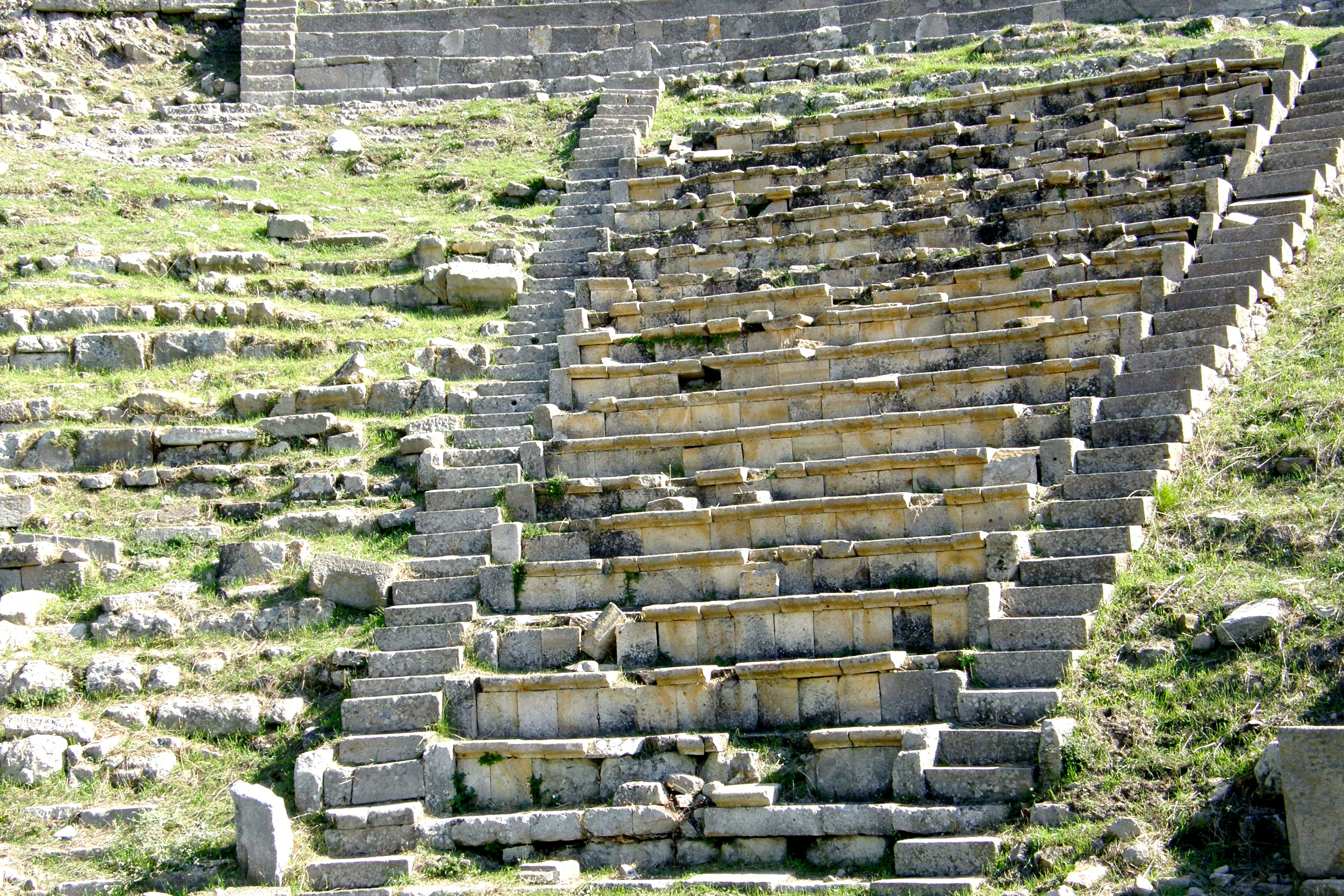
Detall de la càvea

Està situat al vessant rost occidental de l'elevada Acròpoli de Pèrgam, a l'oest del Temple d'Atena i al sud del de Trajà. És un típic edifici teatral grec en forma de ventall amb una orchestra circular al centre. El diàmetre de l'orchestra és d'uns 21 metres.
A causa, però, de les dificultats de l'emplaçament, la forma del teatre difereix en molts aspectes del típic teatre grec. La càvea, amb un diàmetre d'uns 80 m, no és semicircular com una de normal, sinó més estreta pel pendent: té un escalonament massa pronunciat per a un teatre grec, la qual cosa el converteix en el més inclinat de tots els teatres antics. La graderia té 78 fileres de seients, la més alta de les quals es troba a uns 36 m de l'orchestra. Les fileres de seients es divideixen en tres seccions per dos corredors transversals (diazomata). Unes escales verticals (klimakes) divideixen la part inferior en set blocs (kerkides) i les dues parts superiors en sis blocs. La graderia tenia capacitat per a unes 10.000 persones. El recinte real de marbre estava situat a la segona part de la graderia, damunt de la diazomata més baixa. El teatre ofereix una bona vista de la rodalia de la ciutat.

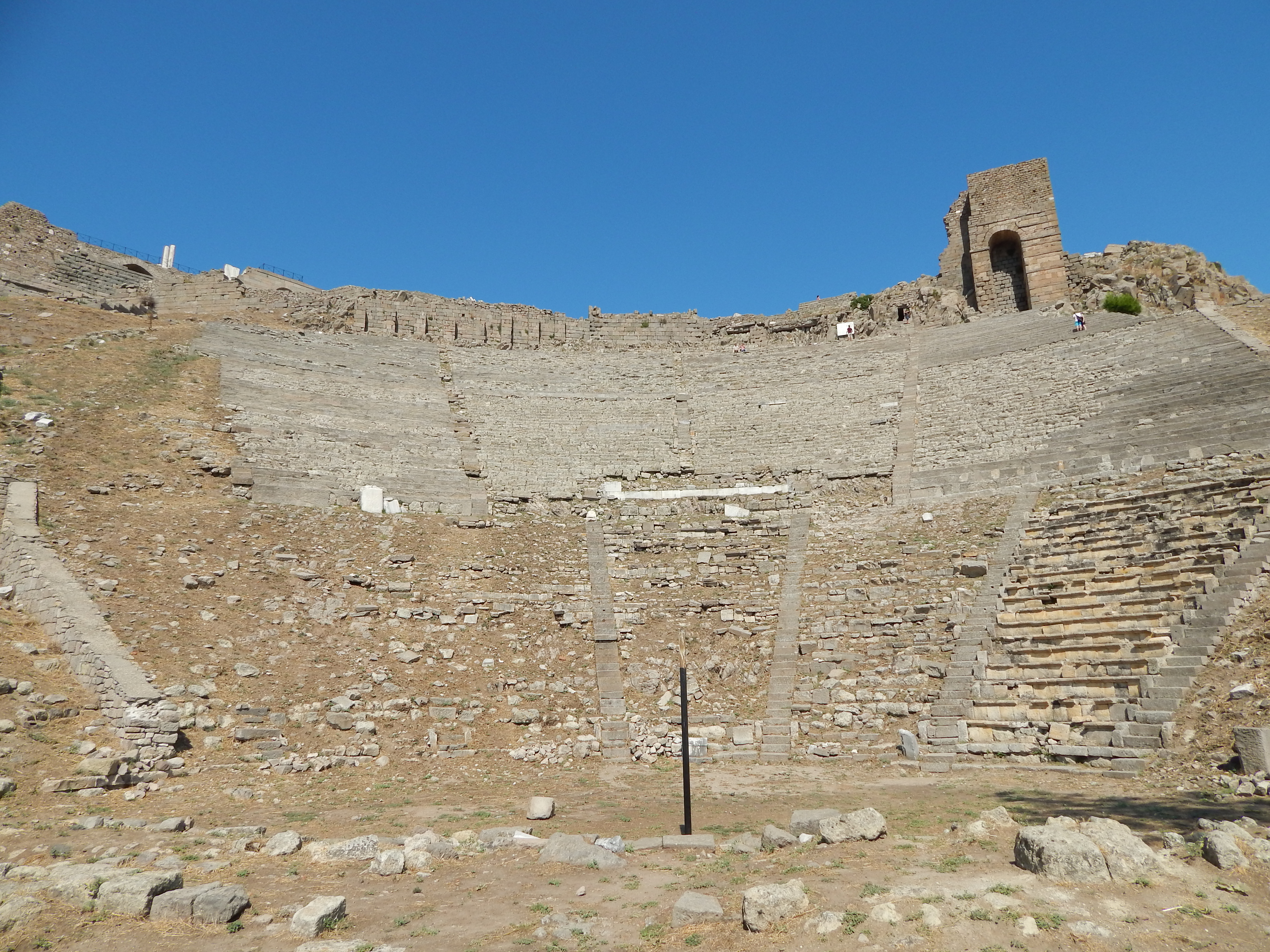
El teatre vist de front

L'edifici escènic del teatre (skené) era en una terrassa d'uns 246,5 m de llarg i 17,4 m d'ample. L'estructura era de fusta i es desmuntava o tornava a muntar després de les representacions perquè el terraplé s'empràs com a carrer. Per a això, el terraplé tenia 64 forats quadrats per a pals de fusta. Quan es desmuntaven, els forats s'emplenaven temporalment amb lloses. L'estructura es va reconstruir en el segle i abans de la nostra era encara de fusta, per a poder traslladar-la. En època romana, s'hi feren afegits de marbre.

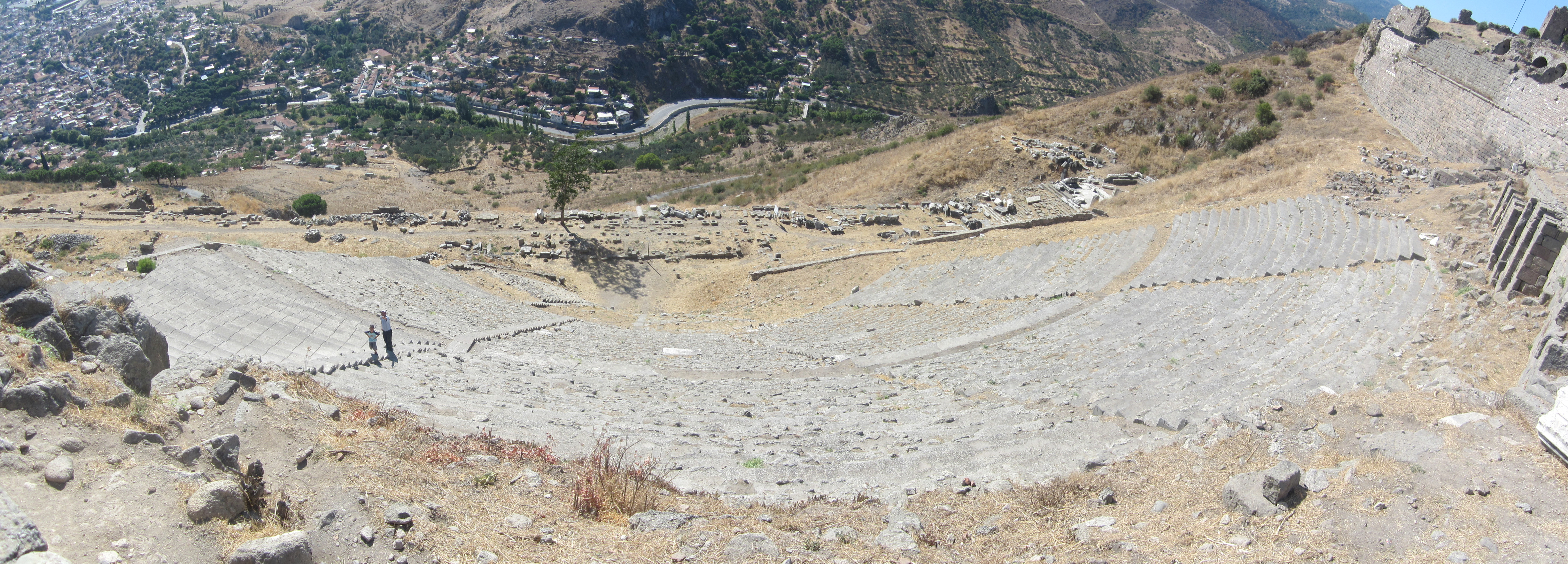
Panoràmica del teatre

L'entrada al terraplé, que servia de carrer, es feia per una porta situada a l'extrem sud, construïda en època hel·lenística. Al costat sud del teatre, a l'est del carrer, al vessant superior, hi havia una estoa d'estil dòric. Al vessant inferior hi havia un edifici de tres plantes, el darrer pis del qual formava una segona estoa a l'oest del carrer. Al nord del carrer hi havia el Temple de Dionís.